# Розумний полімер
Розу́мний поліме́р (рос. умный полимер, англ. smart [intelligent] polymer) — полімер, що здатний різко, але оборотно й передбачувано реагувати на невеликі зміни в зовнішньому середовищі заздалегідь запрограмованим способом. До таких змін може відноситися, зокрема незначні зміни рН, температури, йонної сили, введення домішок, дії світла, електричного поля.